# Guy Thys
Guy Thys (ur. 6 grudnia 1922 w Antwerpii, zm. 1 sierpnia 2003) – belgijski piłkarz grający na pozycji napastnika i wieloletni trener.

## Życiorys
Thys urodził się w Antwerpii i tam też w 1939 roku rozpoczął karierę piłkarską. W latach 40 i 50 grał dla Beerschot Antwerpia, Royal Daring Club Molenbeek i Standardu Liège. W roku 1952 i 1953 zaliczył dwa występy w reprezentacji Belgii.
W latach 1954–1958 pełnił funkcję grającego trenera w Cercle Brugge. Jako piłkarz-trener Cercle Brugge dwukrotnie był najlepszym strzelcem drużyny (1955 i 1957 wspólnie z François Loos). Od roku 1958 do 1958 sprawował ten sam urząd w KSC Lokeren.
Po zakończeniu piłkarskiej kariery, został w roku 1960 trenerem K. Wezel Sport F.C. Później trenował także KFC Herentals, KSK Beveren, Royale Union Saint-Gilloise i Royal Antwerp FC. Pod wodzą Thysa Royal Antwerp FC zdobyło dwa Puchary Belgii i dwukrotnie kończyli ligę na 2. miejscu.
Dzięki tym sukcesom w 1976 roku został trenerem kadry narodowej i utrzymał to stanowisko do 1989 roku. Reprezentacja pod jego opieką zagrała 101 spotkań, z czego wygrała 45. Po 8 miesiącach od rozstania z drużyną, powrócił na początku 1990 roku, aby zapewnić Belgom awans do Mistrzostw świata 1990. "Czerwone Diabły" zdobyły awans, lecz we Włoszech odpadli w 1/8 finału meczem z Anglią. W 1991 przeszedł na trenerską emeryturę.
Jako trener reprezentacji doprowadził ją do dwóch uczestnictw w Mistrzostw Europy i trzech awansów do Mundiali. W roku 1980 Belgowie zdobyli srebrny medal Euro 1980, przegrywając finał w Rzymie z Niemcami. W meczu otwarcia Mistrzostw Świata 1982 ekipa Thysa niespodziewanie pokonała broniących tytułu Argentyńczyków 1-0. Jednak największym sukcesem Guya Thysa było doprowadzenie reprezentacji do 4 miejsca na Mistrzostwach Świata 1986 w Meksyku. Jego zespół pokonał m.in. Hiszpanię oraz ZSRR
i został zatrzymany dopiero w półfinale przez przyszłych mistrzów - Argentynę.
Guy Thys zmarł 1 sierpnia 2003 roku po długiej chorobie w wieku 80 lat i przeżył swą żonę Christiane.